# Vex (gmina)
Vex (hist. Vesch) – miejscowość i gmina (commune) w południowej Szwajcarii, w kantonie Valais, siedziba administracyjna okręgu (district) Hérens. 

## Demografia
W Vex mieszkają 1 854 osoby. W 2021 roku 13,2% populacji gminy stanowiły osoby urodzone poza Szwajcarią. 

## Transport
Przez teren gminy przebiega droga główna nr 206.